# HMS Unbending (P37)
Le HMS Unbending (Pennant number: P37) est un sous-marin de la classe Umpire de la Royal Navy. Il a été construit en 1941 par Vickers-Armstrongs à Barrow-in-Furness (Angleterre).

## Conception et description
Le Unbending fait partie du troisième groupe de sous-marins de classe U qui a été légèrement élargi et amélioré par rapport au deuxième groupe précédent de la classe U. Les sous-marins avaient une longueur totale de 60 mètres et déplaçaient 549 t en surface et 742 t en immersion. Les sous-marins de la classe U avaient un équipage de 31 officiers et matelots.
Le Unbending était propulsé en surface par deux moteurs diesel fournissant un total de 615 chevaux-vapeur (459 kW) et, lorsqu'il était immergé, par deux moteurs électriques d'une puissance totale de 825 chevaux-vapeur (615 kW) par l'intermédiaire de deux arbres d'hélice. La vitesse maximale était de 14,25 nœuds (26,39 km/h) en surface et de 9 nœuds (17 km/h) sous l'eau.
Le Unbending était armé de quatre tubes lance-torpilles de 21 pouces (533 mm) à l'avant et transportait également quatre recharges pour un grand total de huit torpilles. Le sous-marin était également équipé d'un canon de pont de 3 pouces (76 mm).

## Carrière
Le sous-marin Unbending a servi dans la 10e flottille de la Royal Navy sous le commandement du lieutenant E.T. Stanley. Le navire a passé la plus grande partie de sa carrière de guerre en Méditerranée, où il a coulé les navires marchands italiens Alga, Citta di Bergamo, Cosenza et Beppe, le minéralier auxiliaire italien Eritrea et le destroyer italien Giovanni da Verrazzano. Il a également coulé le navire italien Lupa II par des tirs d'artillerie. Le Unbending avait d'abord tiré deux torpilles mais celles-ci ont été évitées. Le Unbending a également endommagé le navire italien de passagers et de fret Viminale, le marchand italien Carlo Margottini (l'ancien Bled yougoslave) et le navire de passagers italien Carlo Margottini. Ce navire a coulé à terre (échouage) et n'est pas répertorié comme une perte de guerre, il a donc très probablement été sauvé et remis en service.
Le Unbending a été à l'origine de l'un des rares arraisonnements des temps modernes : après avoir fait surface à côté d'une goélette dans le golfe de Sfax, le Unbending s'est trouvé incapable de frapper le petit navire avec son canon de pont, si bien qu'un officier plein de ressources a sauté à bord et a mis le feu à tout le navire en utilisant seulement une boîte d'huile de schiste.
Le Unbending a été vendu pour être démantelé à la casse le 23 décembre 1949 et mis au rebut à Gateshead en mai 1950.

## Commandant
- Lieutenant (Lt.) Henry Winter (RN) de septembre 1941 au 31 juillet 1942
- Lieutenant (Lt.) Edward Talbot Stanley (RN) du 31 juillet 1942 au 4 juin 1943
- Lieutenant (Lt.) Robert Henry Hugh Brunner (RN) du 4 juin 1943 à juillet 1943
- Lieutenant (Lt.) John Dennis Martin (RN) du 9 août 1943 au 15 juin 1944

- Lieutenant (Lt.) Jack Whitton (RN) du 15 juin 1944 au 29 janvier 1945
- Lieutenant (Lt.) Paul Charles Chapman (RN) du 29 janvier 1945 au 1er avril 1945
- Lieutenant (Lt.) Anthony James Sumption (RNVR) d'avril 1945 au 5 mai 1945
- Lieutenant (Lt.) John Oldham Coote (RNR) du 5 mai 1945 au 11 juin 1945
- T/Lieutenant (T/Lt.) Roger Cresswell Bucknall (RNVR) du 11 juin 1945 au 12 juillet 1945
- Lieutenant (Lt.) Roger Cresswell Bucknall (RN) du 12 juillet 1945 au 3 décembre 1945

RN: Royal Navy - RNR: Royal Naval Reserve - RNVR: Royal Naval Volunteer Reserve